# Delbar Nazari
Delbar Nazari (Khulm, 1958 – Calgary, 14 de agosto de 2024) foi uma política afegã que serviu, desde 2015, como a Ministra para os Assuntos das Mulheres, no Afeganistão.

## Início de vida e educação
Nazari é uma usbeque do distrito de Culme, na província de Balque, no Afeganistão. Ela teve um grau do Centro de Formação de Professores de Balque e um bacharel em Relações Internacionais pela Universidade de Cabul.

## Carreira
Nazari foi professora e diretora da Naeem Shahid High School, em Samangã, e trabalhou no Oxfam e na UNICEF. Ela foi um membro do parlamento para Samangan no período 2005-2010. Ela trabalhava no Ministério do Interior, no departamento para o desenvolvimento do cartão de identificação nacional electrónico.
Ela foi indicada pela equipa do CEO Abdullah Abdullah para o gabinete do Governo de Unidade Nacional, e foi nomeada Ministra para Assuntos das Mulheres, em abril de 2015, tornando-se em uma das quatro mulheres que foram nomeadas para integrarem o gabinete naquele tempo. O irmão de Nazari também trabalha lá, como assessor no ministério; ela diz que precisa dele como um mahram.
Em 13 de julho de 2016, um voto de não confiança contra Nazari foi introduzido na câmara baixa, acusando-a de corrupção e ineficácia profissional, uma de uma longa série de tais moções contra os ministros do governo; contudo, a votação foi derrotada.
Em outubro de 2016, Nazari apareceu em um painel feminino no programa da BBC Aberto Jirga, com o intuito de discutir questões de igualdade, apesar da explosão de bombas e ataques na cidade no dia anterior à entrevista. Em 13 de dezembro de 2016, Nazari disse a jornalistas que mais de 87% das mulheres no Afeganistão não eram seguras, dizendo: "a privação tem causado uma série de ameaças para as mulheres de todo o país." O seu ministério registou mais de 4 000 casos de violência contra as mulheres no anterior período de nove meses.

## Morte
Nazari morreu no dia 14 agosto de 2024, aos 66 anos, vítima de um ataque cardíaco.